# Lo Mang
Lo Mang (羅莽, né le 23 juillet 1952) est un acteur hongkongais connu pour ses apparitions dans de nombreux films de kung-fu des années 1970 et 1980, époque où il faisait partie de la Venom Mob (un groupe de 5 acteurs populaires spécialisés dans les films d'arts martiaux).
Parfois surnommé le « Hercule shaolin » pour son gabarit, il était réputé pour jouer le personnage le plus fort de ses films mais également pour être le premier à être tué.
Il est actuellement toujours actif mais principalement à la télévision.

## Biographie
Principalement connu pour ses films avec la Shaw Brothers, ses rôles les plus connus sont celui du Crapaud n°5 dans Cinq venins mortels (en) (1978) de Chang Cheh et de Bras d'or dans Kid with the Golden Arm (en) (1979). Artiste martial talentueux, il pratique le tai chi pendant de nombreuses années, ainsi que le kung-fu de la mante religieuse du sud (en) pendant plus de 13 ans avant de débuter comme acteur.
Il est toujours actif dans l'industrie télévisuelle de Hong Kong. Aujourd'hui, il a repensé son style d'acteur en se tournant vers la comédie et participe à la réalisation de chorégraphies d'action pour certaines productions.

## Filmographie

### Films
- Le Temple de Shaolin (1976)
- The Naval Commandos (1977)
- The Last Strike (1977)
- Le Caïd de Chinatown (1977)
- Le Chasseur d'aigles (1977)
- The Brave Archer 2 (1978)
- Cinq venins mortels (1978)
- Invincible Shaolin (1978)
- Kid with the Golden Arm (1979)
- La Vengeance des infirmes (1979)
- Shaolin Rescuers (1979)
- Magnificent Ruffians (1979)
- The Daredevils (1979)
- Life Gamble (1979 mais tourné en 1977)
- Heaven and Hell (1980)
- The Rebel Intruders (1980)
- 2 Champions of Shaolin (1980)
- Ten Tigers from Kwangtung (1979)
- The Brave Archer 3 (1981)
- Lion vs. Lion (1981)
- Battle for the Republic of China (1981)
- Clan Feuds (1982)
- Five Elements Ninjas (1982)
- Human Lanterns (1982)
- Hex After Hex (1982)
- 82 Tenants (1982)
- Bastard Swordsman (1983)
- Fast Fingers (1983)
- Men from the Gutter (1983)
- Secret Service of the Imperial Court (1984)
- Crazy Shaolin Disciples (1985)
- Pursuit of a Killer (1985)
- This Man Is Dangerous (1985)
- Naughty Boys (1986)
- À toute épreuve (1992)
- Sex and Zen 3 (1998)
- Fire of Conscience (2010)
- Ip Man 2 (2010)
- Gallants (2010)
- Beach Spike (2011)
- The Grandmaster (2013)
- Ip Man 3 (2015)
- Buddy Cops (2016)
- Vampire Cleanup Department (2017)
- Made in Chinatown (2019)
- Ip Man 4 (2019)

### Séries TV
- Mystery of the Twin Swords 2 (1992)
- The Buddhism Palm Strikes Back (1993)
- The Condor Heroes Return (1993)
- The Romance of the White Hair Maiden (1995)
- Journey to the West 2 (1998)
- Witness to a Prosecution (1999)
- The Heaven Sword and Dragon Saber (2000)
- Word Twisters' Adventures (2007)
- The Seventh Day (2008)
- A Journey Called Life (2008)
- D.I.E. (2008)
- Catch Me Now (2008)
- You're Hired (2009)
- The Season of Fate (2010)
- My Better Half (2010)
- In the Eye of the Beholder (2010)
- Fly with Me (2010)
- The Mysteries of Love (2010)
- Grace Under Fire (2011)
- L'Escargot (2012)
- Til Love Do Us Lie (2012)
- Three Kingdoms RPG (2012)
- Divas in Distress (2012)
- Silver Spoon, Sterling Shackles (2012)
- Inbound Troubles (2013)
- Come Home Love (2013)
- A Change of Heart (2013)
- Always and Ever (2013)
- Queen Divas (2014)
- Line Walker (2014)
- Raising the Bar (2015)
- Blue Veins (2016)